# Постолюк Петро
Петро Постолюк (10 липня 1894, с. Сторонибаби, нині Красненська селищна громада, Львівська область — 27 вересня 1978, м. Нью-Арк) — український військовий і громадський діяч, видавець.

## Життєпис

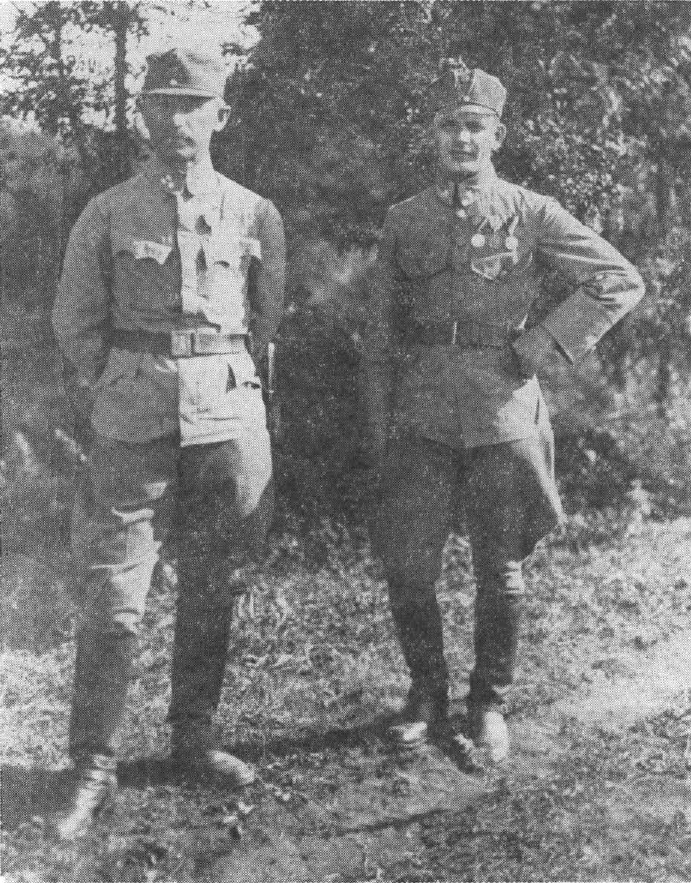
Командир УСС Осип Микитка та його ад'ютант Петро Постолюк. Літо 1918 року, м. Олександрівськ

Народився в селі Сторонибаби (нині Красненська селищна громада, Львівська область). Закінчив Золочівську гімназію.
1914 вступив до Легіону Українських січових стрільців, учасник листопадових боїв 1918 у Львові, чотар (четар) Української Галицької армії, особистий ад'ютант останнього Начального вождя УГА генерал-чотаря (четаря) Осипа Микитки, служив також в Армії Української Народної Республіки.
Закінчив Вищі торгові студії у Відні (1923). Один із засновників видавництва «Червона калина» та його директор (1922—1939), співробітник видавничого концерну Івана Тиктора «Українська преса», член Ради директорів видавництва «Ізмарагд» у Львові. Член управи Українського видавництва в Кракові (1941—1945).
На еміграції в Німеччині, у США (з 1949), де відновив видавництво «Червона калина» і був його президентом до кінця свого життя. Активно співпрацював з українським видавництвом «Свобода» в США.
Помер у м. Нью-Арк (штат Нью-Джерсі, США).
Похований  30 вересня 1978 р. на  українському православному цвинтарі Св. Андрія м. Саут-Баунд-Брук (шт. Нью-Джерсі, США).